# Les Nouveaux Riches
Pour les articles homonymes, voir Nouveau riche (homonymie).
Pour plus de détails, voir Fiche technique et Distribution.
Les Nouveaux Riches est un film français réalisé par André Berthomieu, sorti en 1938.

## Synopsis
Anciens ouvriers, Martinet et Legendre sont devenus des dirigeants d'entreprises prospères après avoir gagné à la loterie. Ingrat, Martinet joue en Bourse contre Ancelier, son ancien patron, et le ruine, ce qui provoque la colère de Legendre, mais aussi de son propre fils Georges. Pendant ce temps, l'aventurier Fronsac et sa maîtresse, l'actrice Betty, tentent d'obtenir que Legendre commandite un film où elle aura le premier rôle. Mais l'affaire échoue après que madame Legendre a surpris son mari en train embrasser Betty. Le couple tente en vain de se rabattre sur Martinet, qui est veuf. Celui-ci traverse une mauvaise passe car il a utilisé un acier au rabais pour construire ses automobiles, ce qui  a failli coûter la vie à son fils lors d'une compétition. Legendre apprend à son ancien collègue qu'il vient de rafler toutes les actions de sa société, qu'il est destitué et remplacé par son fils Georges. Martinet est ruiné, Legendre s'ennuie, et ils finiront par jouer à la belote avec Ancelier et l'intendant Saturnin.

## Fiche technique
- Réalisation : André Berthomieu
- Assistance réalisation : Henri Calef[1]
- Scénario : Charles-Félix Tavano, d'après la pièce éponyme de Charles Albert Abadie (1880-1937) et Raymond de Cesse (1885-1971), créée le 1er mars 1917 au théâtre Sarah-Bernhardt, à Paris (Librairie théâtrale, 1917[2])
- Dialogue : Roger Ferdinand
- Décors : Jacques Colombier
- Directeur artistique Eugène Lourié
- Musique : Marceau Van Hoorebecke
- Photographie : Georges Benoît et René Ribault
- Son : Émile Lagarde
- Montage : Henri Taverna
- Société de production : Grands Films Artistiques
- Pays :  France
- Format :  Son mono - Noir et blanc - 35 mm  - 1,37:1
- Genre : Comédie
- Durée : 89 minutes
- Date de sortie : 16 juin 1938 en France
- Numéro de visa : 1965 (délivré le 31/08/1940)
- Affiche : Jean-René Poissonnié (France)

## Distribution
- Raimu : Legendre
- Michel Simon : Martinet
- Betty Stockfeld : Betty
- Fernand Fabre : Fronsac
- Marcel Maupi : Jules
- René Bergeron : Chevalier
- Léon Arvel
- Albert Broquin
- Marie-Jacqueline Chantal
- Germaine Charley : Mme Legendre
- Eddy Debray
- Henri de Livry
- Jean Diéner
- Gaston Dubosc : Saturnin , l'intendant
- Jean Joffre : Ancelier
- Katia Lova : Evelyne Ancelier
- Franck Maurice
- André Nicolle
- Georges Paulais
- Poussard : Simon
- Raymond Segard : Georges Martinet

## Autour du film
Contrairement à une légende tenace ce ne fut pas la dernière fois que Raimu et Michel Simon tournèrent ensemble, ils tournèrent ainsi Noix de coco en 1939 sous la direction de Jean Boyer